# Чемпіонат світу з футболу серед жінок
Чемпіонат світу з футболу серед жінок — проводиться під егідою ФІФА з 1991 року. У першому чемпіонаті брали участь 12 країн. Після цієї події жіночий футбол отримав великий поштовх до розвитку і почав викликати інтерес серед глядачів. Чемпіонат 1999 відвідали понад 650 тисяч глядачів і близько 1 мільярда в 70 країнах подивилися по телевізору. З чемпіонату світу 2015, що пройшов у Канаді збільшена кількість команд-учасниць з 16 до 24, а з 2023 року з 24 до 32.

## Переможці та призери
| Рік        | Місце проведення        | Фінал           | Фінал               | Фінал           | Матч за третє місце | Матч за третє місце | Матч за третє місце |
| Рік        | Місце проведення        | Переможець      | Рахунок             | Фіналіст        | Третє місце         | Рахунок             | Четверте місце      |
| ---------- | ----------------------- | --------------- | ------------------- | --------------- | ------------------- | ------------------- | ------------------- |
| 1991 Огляд | КНР                     | США             | 2–1                 | Норвегія        | Швеція              | 4–0                 | Німеччина           |
| 1995 Огляд | Швеція                  | Норвегія        | 2–0                 | Німеччина       | США                 | 2–0                 | Китай               |
| 1999 Огляд | США                     | США             | 0–0                 | Китай           | Бразилія            | 0–0                 | Норвегія            |
| 1999 Огляд | США                     | 5:4 по пенальті | 5:4 по пенальті     | 5:4 по пенальті | 5:4 по пенальті     | 5:4 по пенальті     | 5:4 по пенальті     |
| 2003 Огляд | США                     | Німеччина       | 2–1                 | Швеція          | США                 | 3–1                 | Канада              |
| 2003 Огляд | США                     | золотий гол     |                     |                 | США                 | 3–1                 | Канада              |
| 2007 Огляд | КНР                     | Німеччина       | 2–0                 | Бразилія        | США                 | 4–1                 | Норвегія            |
| 2011 Огляд | Німеччина               | Японія          | 2–2 3:1 по пенальті | США             | Швеція              | 2–1                 | Франція             |
| 2015 Огляд | Канада                  | США             | 5–2                 | Японія          | Англія              | 1–0 д.ч.            | Німеччина           |
| 2019 Огляд | Франція                 | США             | 2–0                 | Нідерланди      | Швеція              | 2–1                 | Англія              |
| 2023 Огляд | Австралія Нова Зеландія | Іспанія         | 1–0                 | Англія          | Швеція              | 2–0                 | Австралія           |

## Розподіл медалей за країнами
| #  | Країна     | Чемпіони                   | 2-е місце | 3-є місце                  | 4-е місце      |
| -- | ---------- | -------------------------- | --------- | -------------------------- | -------------- |
| 1  | США        | 4 (1991, 1999, 2015, 2019) | 1 (2011)  | 3 (1995, 2003, 2007)       | –              |
| 2  | Німеччина  | 2 (2003, 2007)             | 1 (1995)  | –                          | 2 (1991, 2015) |
| 3  | Норвегія   | 1 (1995)                   | 1 (1991)  | –                          | 2 (1999, 2007) |
| 4  | Японія     | 1 (2011)                   | 1 (2015)  | –                          | –              |
| 5  | Іспанія    | 1 (2023)                   | –         | –                          | –              |
| 6  | Швеція     | –                          | 1 (2003)  | 4 (1991, 2011, 2019, 2023) | –              |
| 7  | Англія     | –                          | 1 (2023)  | 1 (2015)                   | 1 (2019)       |
| 8  | Бразилія   | –                          | 1 (2007)  | 1 (1999)                   | –              |
| 9  | КНР        | –                          | 1 (1999)  | –                          | 1 (1995)       |
| 10 | Нідерланди | –                          | 1 (2019)  | –                          | –              |
| 11 | Канада     | –                          | –         | –                          | 1 (2003)       |
| 11 | Франція    | –                          | –         | –                          | 1 (2011)       |
| 11 | Австралія  | –                          | –         | –                          | 1 (2023)       |